# Platyrhabdus clypeatus
Platyrhabdus clypeatus är en stekelart som beskrevs av Horstmann 1998. Platyrhabdus clypeatus ingår i släktet Platyrhabdus och familjen brokparasitsteklar. Inga underarter finns listade i Catalogue of Life.